# Katarina Čas

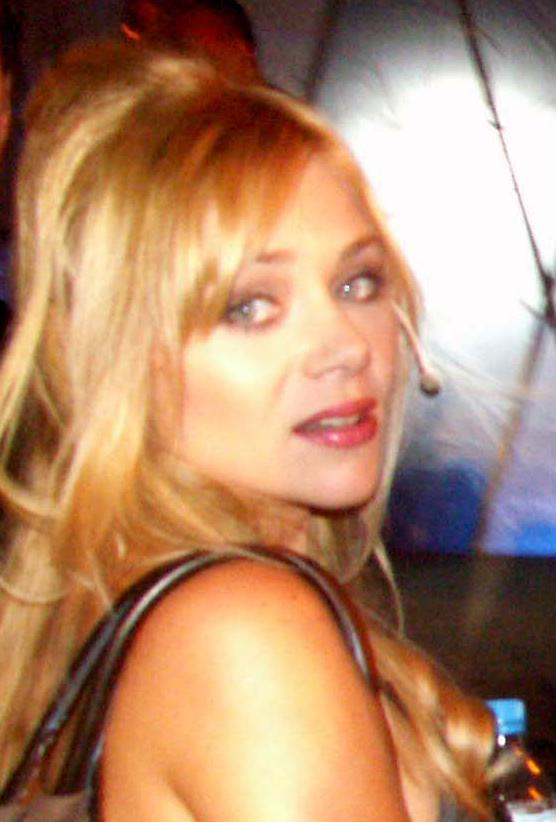
Katarina Čas nel 2006

Katarina Čas (AFI: [kataˈriːna t͡ʃás]) (Slovenj Gradec, 23 settembre 1976) è un'attrice slovena.

## Biografia
Nata a Slovenj Gradec, nell'allora Slovenia jugoslava, nel 1976, dopo aver preso parte ad alcune serie TV nei paesi della ex-Jugoslavia, fece il proprio esordio internazionale nel film irlandese Un poliziotto da happy hour.
Il film che però le ha dato maggior notorietà è certamente The Wolf Of Wall Street di Martin Scorsese, dove interpretò la modella svizzero-slovena Chantalle.

## Filmografia parziale

### Cinema
- Reality, regia di Dafne Jeremic (2008)
- Un poliziotto da happy hour, regia di John Michael McDonagh (2011)
- Kekec, tri dni pred poroko, regia di Jaka Suligoj (2012)
- The Wolf of Wall Street, regia di Martin Scorsese (2013)
- La canzone della vita - Danny Collins, regia di Dan Fogelman (2015)
- The Rift, regia di Dejan Zečević (2016)
- Terminal, regia di Vaughn Stein (2018)
- Paradise - una nuova vita, regia di Davide Del Degan (2019)

### Televisione
- Vrtickarji - Serie TV (2000-2001)
- Zauvijek susjedi - Serie TV, episodio 1x47 (2007)
- Prepisani - Serie TV, 15 episodio (2010)
- Pod sretnom zvijezdom - Serie TV, 71 episodi (2011)
- A Touch of Cloth - serie TV, 2 episodi (2013)
- New Tricks - Nuove tracce per vecchie volpi - Serie TV, episodio 10x7 (2013)
- Zivljenja Tomaza Kajzerja - Serie TV, 3 episodi (2013-2014)
- Delitti in Paradiso - Serie TV, episodio 4x03 (2015)
- Testimoni silenziosi - Serie TV, episodio 18x07 (2015)

## Doppiatrici italiane
Nelle versioni in italiano delle opere in cui ha recitato, Katarina Čas è stata doppiata da:
- Barbara De Bortoli in The Wolf of Wall Street, Un principe per Natale - Matrimonio reale